# Yordan Yosifov
Yordan Yosifov (en bulgare : Йордан Йосифов), né le 12 août 1932 à Sofia et mort le 23 décembre 2014, est un footballeur international bulgare. Il évoluait au poste de gardien de but.

## Biographie

### En club
Yordan Yosifov est gardien du Slavia Sofia de 1952 à 1967,.
Avec son club, il remporte une Coupe de Bulgarie en 1956.
Il devient joueur du Lokomotiv Sofia en 1958,.
Yosifov retrouve le Slavia Sofia en 1963, il raccroche les crampons en 1964,.

### En équipe nationale
International bulgare, il reçoit 13 sélections en équipe de Bulgarie entre 1954 et 1963.
Son premier match en sélection a lieu le 8 août 1954 contre la Pologne (match nul 2-2 à Varsovie) en amical.
Il fait partie de l'équipe bulgare médaillée de bronze aux Jeux olympiques de 1956. Il dispute une rencontre durant le tournoi : la petite finale remportée contre l'Inde.
Son dernier match en sélection a lieu le 23 janvier 1963 contre le Portugal (victoire 1-0 à Rome) dans le cadre des éliminatoires de l'Euro 1964.

## Palmarès
| \| Slavia Sofia - Championnat de Bulgarie (0) : - Vice-champion : 1954 et 1955. - Coupe de Bulgarie (1) : - Vainqueur : 1952. - Finaliste : 1954. \| \| Lokomotiv Sofia - Coupe européenne des chemins de fer (2) : - Vainqueur : 1961 et 1963. \| |  | Bulgarie - Jeux olympiques : - Bronze : 1956.                                           |
| Slavia Sofia - Championnat de Bulgarie (0) : - Vice-champion : 1954 et 1955. - Coupe de Bulgarie (1) : - Vainqueur : 1952. - Finaliste : 1954. |  | Lokomotiv Sofia - Coupe européenne des chemins de fer (2) : - Vainqueur : 1961 et 1963. |